# Гельферих Максиміліан Християнович
Гельферих (Helfferich) Максиміліан Християнович (1828, Рейтлінген, Вюртемберзьке королівство — 11.08.1901, Харків), підприємець, громадський діяч. На батьківщині отримав середню освіту. 
У 1851 р. переселився до Росії, але зберіг вюртембергське підданство. Тимчасовий харківський  купець 2-ї гільдії.
Підприємницьку кар'єру почав з завідування складом с.-г. машин одеської фірми «Белліно-Фендер» в Харкові.
Підтримував близькі стосунки з родиною Саде — французькими емігрантами, які з 1830-х роках здійснювали в місті торгівлю «модними» та галантерейними товарами, в 1868 р. одружився з молодшою представницею цієї родини — Жозефіною (1844—1894), згодом навіть в офіційних документах часто фігурував під подвійним прізвищем Гельферих-Саде. 
У 1869 відкрив приватне підприємство з торгівлі сільськогосподарською технікою, основну ставку робив на збут імпортної продукції. У 1874 спільно з купчихою Марією Гіндермейер-Саде організував фірму «Гельферіх-Саде», що спеціалізувалася на торгівлі сільськогосподарської техніки, залишався на чолі компанії аж до своєї смерті.
Максиміліан Гельферих відігравав значну роль у діловому та громадському житті Харкова. 
У 1887–91 роках як представник Харківської біржі брав участь в роботі Височайше заснованої комісії з перегляду митних тарифів. 
Один з лідерів німецької (лютеранської) громади Харкова; з дня заснування (1884 р.) член, а потім голова ради Товариства для надання допомоги та підшукання праці нужденним німцям.  
Був близький до Харківського купецького товариства, регулярно присутній на спільних зборах купецтва. 
Брав активну участь у благодійній діяльності: перший і найбільший приватний жертводавець Харківського комерційного училища імператора Олександра ІІІ (виділив 12 тис. руб. на заснування 3-х стипендій свого імені); заснував іменну стипендію в Харківському технологічному інституті (нині — НТУ «ХПІ»); входив до складу місцевого управління Російського товариства Червоного Хреста; пожертвував 100 тис. руб. на створення лікарні «Жіноча допомога» (1901), яка мала увічнити пам'ять його покійної дружини (зараз — харківський пологовий будинок № 2); 16 громадських, церковних і благодійних установ Харкова отримали кошти за його заповітом, в тому числі 20 тис. руб. передані Харківському товариству поширення в народі грамотності на створення школи ім. Ж. Ф. Гельферих - Саде. Дітей не мав. Його брати Альберт (? –23.11.1899, Харків) і Герман (?–поч. 1900-х, Харків) також займалися підприємництвом.